# Asesinato

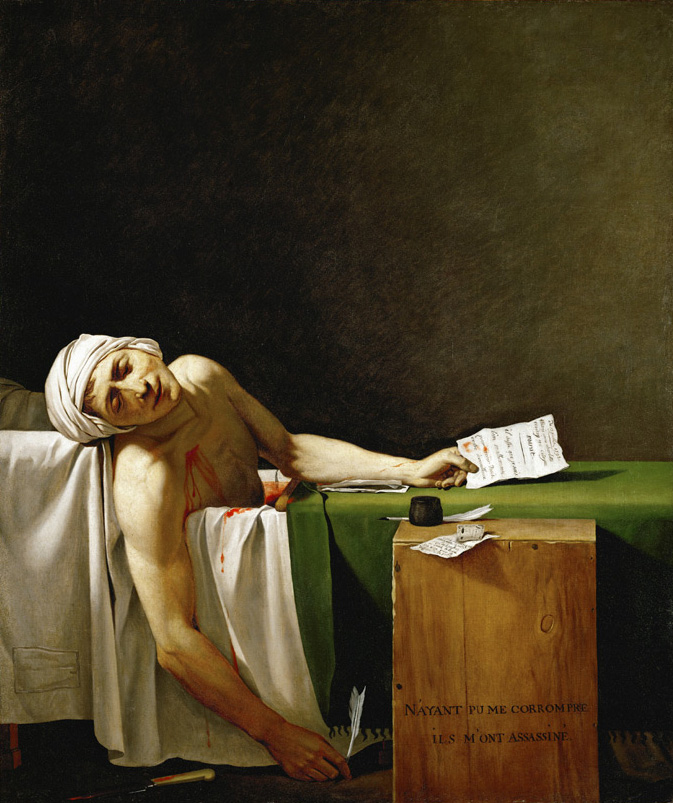
La muerte de Marat, Jacques-Louis David.

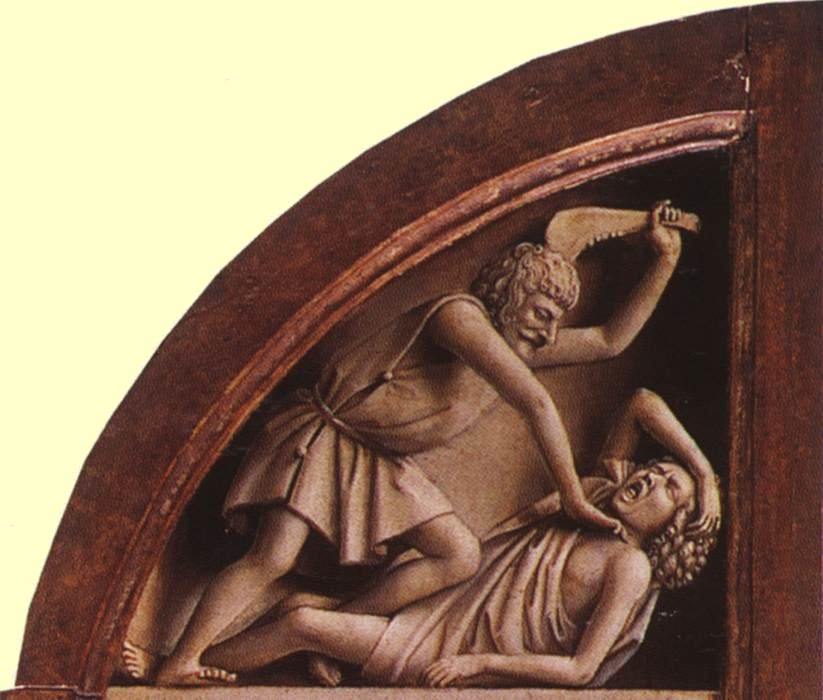
Caín asesinando a Abel, políptico de Gante, Jan van Eyck.

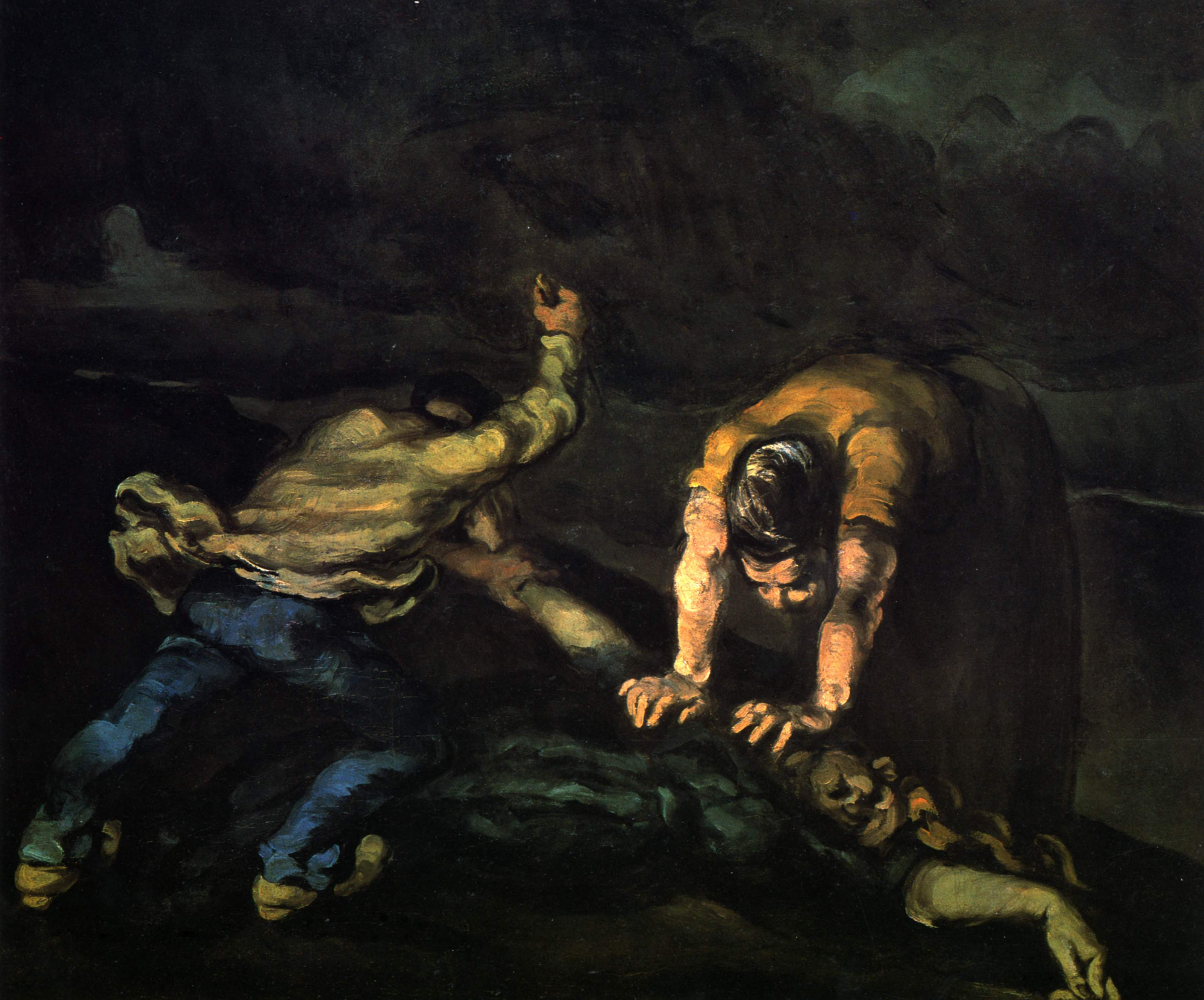
Le meurtre, Paul Cézanne.

Asesinato
en la casa, Jakub Schikaneder.

El asesinato es una forma de homicidio que constituye un delito contra el bien jurídico de la vida de una persona física, de carácter muy específico, que consiste en matar a una persona incurriendo en ciertas circunstancias específicas, dependientes del legislador, tales como la premeditación, la alevosía, el precio, la recompensa, la promesa o el ensañamiento aumentando deliberada e inhumanamente el dolor del ofendido. Es un tipo de homicidio calificado.
Se considera asesinato cuando una persona causa la muerte de otra y lo lleva a cabo con alguno de los tres supuestos (o los tres juntos) de ‘alevosía’ (se realiza a traición o cuando se sabe que la víctima no va a poder defenderse), ‘ensañamiento’ (aumentando deliberada e inhumanamente el sufrimiento de la víctima) o ‘concurrencia de precio’ (cometiendo el crimen a cambio de una retribución económica o material).
Cometer un asesinato está castigado con una pena que va desde los 15 a 25 años de prisión. En algunos países se sanciona con cadena perpetua o incluso con la pena de muerte.[¿dónde?]

## Etimología
La palabra «asesinato» viene de «asesino», una españolización del árabe ḥaššāšīn (hashsha-shin), que podría ser traducida como «adictos al cáñamo indio» o hachís o «fumador de hachís», aunque esta hipótesis no está confirmada. Supuestamente eran llamados así los integrantes de una división de la secta conocida como de la de los nizaríes, practicante del ismailismo en Irán, es decir, una secta minoritaria del chiismo, a su vez relativamente minoritario en el conjunto musulmán suní, cuyo líder se llamaba Hassan Al Sabbah. Muy temida tanto por los cristianos como los propios musulmanes, parecen haber aterrorizado a sus enemigos pese a su escaso número. Realizaban asesinatos estratégicos de personajes muy protegidos políticos o militares.[cita requerida]

## Diferencia entre asesinato y homicidio

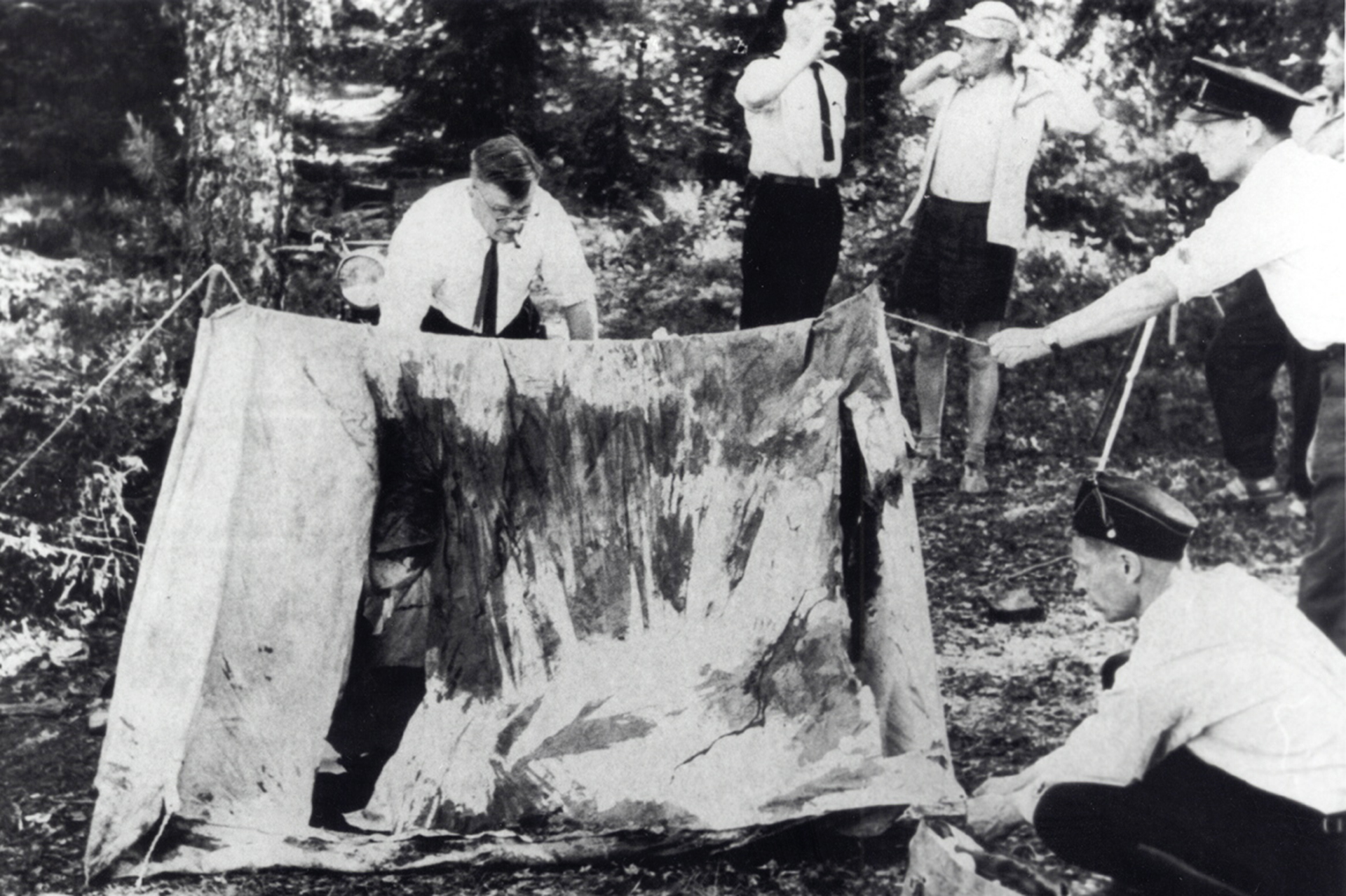
Los asesinatos del lago Bodom en 1960 son los casos de homicidio sin resolver más famosos en la historia criminal finlandesa.

Mientras que el homicidio es el delito que alguien comete por acabar con la vida de una persona, el asesinato requiere de un mayor número de requisitos.
Si bien el tema se ha discutido mucho, el asesinato no se trata de un simple homicidio agravado, sino de un delito distinto (de acuerdo con la mayoría de la doctrina y la jurisprudencia), en el que las circunstancias señaladas son elementos constitutivos del mismo. En el asesinato existe una mayor intensidad del propósito criminal que en el homicidio, habiendo siempre un sujeto y por los medios perjudiciales utilizados de un modo especial o por la inconfundible malicia y peligrosidad que se revela, y los planes y estrategias para lograr consumar posteriormente los asesinatos de las víctimas. 
Existe, sin embargo, materia jurisprudencial y doctrinal en contrario, lo que refleja las discusiones que aún hoy día este tema suscita.
Entre las razones para considerarlo un homicidio agravado, destacan dos:
- Su regulación separada del homicidio.
- Se considera homicidio cuando una persona causa la muerte a otra, pero en el crimen no se contempla ninguno de los tres supuestos citados en el apartado referente al asesinato. Se puede tener la intención de matar a alguien pero no ensañarse, ni realizarlo alevosamente o bajo recompensa, por lo que se diría que se ha cometido un ‘homicidio doloso’, aunque habitualmente no suele ir acompañado del término ‘doloso’.
- Considerarlo homicidio agravado no rompería la unidad de título de imputación en el caso de que existiera participación en el delito y los partícipes no conociesen que el autor actuó por una de las causas o requisitos exigidos para esta figura. Podría castigarse, así, al autor como tal de un delito de asesinato y a los partícipes como autores de un delito de homicidio.

Por todo ello, no existe el asesinato imprudente, sino que lleva siempre aparejada la intencionalidad.

## Regulación por países

### Argentina
En Argentina el asesinato es una forma de homicidio, calificado por agravación y regulado en el artículo 80 inciso 3.º del Código Penal de la Nación.
Únicamente se considera asesinato al homicidio cometido mediante pago o promesa remuneratoria, es decir el contrato para dar muerte a una persona.

### Chile
En Chile, el artículo 391 de su Código Penal establece las causales mencionadas al inicio de este artículo con una penalidad mayor a la del tipo residual (cuando no quede comprendido en las relaciones del parricidio o uxoricidio). 
Aunque esta norma no le otorga un nombre especial al delito, la doctrina llama homicidio calificado al comprendido dentro de las hipótesis de asesinato, quedando el tipo residual de homicidio simple. Para algunos autores, solo la circunstancia de premio o recompensa configuraria el asesinato.

### Ecuador
En Ecuador se encuentra regulado en el artículo 140 del Código de Procedimiento Integral Penal capítulo segundo "Delitos contra los derechos de libertad" sección primera.
En el Ecuador según la normativa del código de procedimiento integral penal se denomina asesinato cuando una persona mata a otra, teniendo así una sanción con pena privativa de libertad de veintidós a veintiséis años, si concurre alguna de las siguientes circunstancias:
1. A sabiendas, la persona infractora ha dado muerte a su ascendiente, descendiente, cónyuge, conviviente, hermana o hermano.
2. Colocar a la víctima en situación de indefensión, inferioridad o aprovecharse de esta situación.
3. Por medio de inundación, envenenamiento, incendio o cualquier otro medio que ponga en peligro la vida o la salud de otras personas.
4. Buscar con dicho propósito, la noche o el despoblado.
5. Utilizar medio o medios capaces de causar grandes estragos.
6. Aumentar deliberada e inhumanamente el dolor a la víctima.
7. Preparar, facilitar, consumar u ocultar otra infracción.
8. Asegurar los resultados o impunidad de otra infracción.
9. Si la muerte se produce durante concentraciones masivas, tumulto, conmoción popular, evento deportivo o calamidad pública.
10. Perpetrar el acto en contra de un dignatario o candidato a elección popular, elementos de las Fuerzas Armadas o la Policía Nacional, fiscales, jueces o miembros de la Función Judicial por asuntos relacionados con sus funciones o testigo protegido.[6]

### España
La figura del asesinato se encuentra dentro del título del Código Penal: "Del homicidio y sus formas", en el artículo 139. Tiene lugar cuando en el delito de homicidio concurrieren alguno de estos requisitos:
- Alevosía: consiste en el empleo de medios, modos o formas en la ejecución que tiendan directa y especialmente a asegurarla, sin riesgo para el agresor que proceda de la defensa que pudiera hacer la víctima o con la búsqueda consciente de que el delito quede impune. Son casos de alevosía aquellos en los que se aprovecha la particular situación de desvalimiento e indefensión del agredido, cuando la ejecución es súbita e inesperada, por sorpresa, o cuando se hace mediante acechanza, apostamiento, trampa, emboscada o celada. También pueden serlo la nocturnidad o el disfraz, que impiden el reconocimiento del autor del crimen.
- Precio, recompensa o promesa: esta circunstancia tiene un carácter ineludiblemente económico. Es una expresión antigua, pero que el legislador español la ha querido mantener por existir una jurisprudencia profusa en aplicación de la misma. No es necesario que la contraprestación económica sea previa a la comisión del hecho delictivo, ni que se verifique objetivamente (caben casos de fraude). Lo importante es que el sujeto activo cometa el hecho movido por esta intencionalidad económica.
- Ensañamiento: esto es, aumentando deliberada y de forma cruel el dolor de la víctima. El ensañamiento se aprecia tanto por la intención, como por el objetivo resultado de incrementar el dolor del agredido, y por ello excluye actos realizados sobre el cadáver con posterioridad a la muerte de la víctima (que podría constituir otro delito diferente, como es la profanación de cadáver). Es doctrina del Tribunal Supremo que no debe confundirse ensañamiento con "ánimo decidido de matar".

Tras la última reforma del Código Penal español, en vigor desde el 1 de julio de 2015, se incluye otro acto que convierte el homicidio en asesinato, que la muerte se realizase para facilitar la comisión de otro delito o para evitar que se descubra.

### Estados Unidos: California
El asesinato en California se define como "el homicidio ilegítimo de un ser humano o un feto con malicia premeditada". La previsión de la malicia se puede definir simplemente como: usted quería matar a la víctima. La malicia se refiere a cuando:
- El asesinato fue un acto intencional.
- La acción realizada tiene consecuencias naturales que se sabe que son peligrosas para la vida humana.
- La acción se llevó a cabo de forma deliberada y con un desprecio consciente por la vida humana.

Hay tres niveles de gravedad para el asesinato en California: asesinato en primer grado, asesinato en segundo grado y asesinato capital.
Una persona condenada por asesinato en primer grado en California enfrentará una sentencia de 25 años a cadena perpetua. Deben cumplir al menos 25 años de prisión antes de ser elegibles para libertad condicional. Si el asesinato fue cometido debido a la raza, religión o género de la víctima, los condenados serán condenados a cadena perpetua sin posibilidad de libertad condicional.
Una persona condenada por asesinato en segundo grado en California enfrentará una sentencia de 15 años a cadena perpetua. Deben cumplir una condena de 15 años de prisión antes de ser elegibles para la libertad condicional. Los castigos son mucho más severos si la víctima del asesinato era un oficial de paz o fue asesinada durante un tiroteo.
Si una persona es condenada por asesinato capital, puede enfrentar una sentencia de cadena perpetua sin libertad condicional o la pena de muerte.
Si se usó un arma durante el asesinato, el castigo incluirá una condena de 10, 20 o 25 años de prisión adicional. Los condenados también recibirá penales y multas de hasta $ 10,000. También tendrán que pagar restitución a las víctimas, y ya no se les permitirá tener un arma.

### Perú
En el ámbito jurídico penal el asesinato se encuentra el Art. 108, Bramont Arias en su libro Manual De Derecho Penal interpreta, "Será reprimido con pena privativa de libertad no menor de quince años, el que mata a otro concurriendo cualquiera de las circunstancias siguientes:
1. Por ferocidad o por lucro.
2. Para facilitar u ocultar otro delito.
3. Con gran crueldad, alevosía o veneno.
4. Por fuego, explosión u otro medio capaz de poner en peligro la vida o salud de otras personas".

## Incidencia: Tasas de asesinato por países
Las tasas de asesinato varían enormemente entre países y sociedades de todo el mundo. En el mundo occidental, las tasas de homicidio en la mayoría de los países han disminuido significativamente durante el siglo XX y ahora se sitúan entre 1 y 4 casos por cada 100.000 personas al año. América Latina y el Caribe, la región con la tasa de asesinatos más alta del mundo, experimentó más de 2,5 millones de asesinatos entre 2000 y 2017.

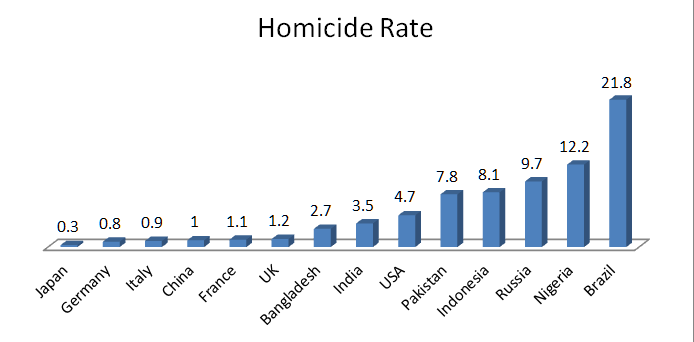
UNODC : Por cada 100.000 habitantes (2011)

Las tasas de homicidio en jurisdicciones como Japón, Singapur, Hong Kong, Islandia, Suiza, Italia, España y Alemania se encuentran entre las más bajas del mundo, en torno a 0,3-1 casos por 100.000 habitantes al año; la tasa de Estados Unidos se encuentra entre las más altas de los países desarrollados, en torno a 4. 5 en 2014,, con tasas en las ciudades más grandes que a veces superan los 40 por 100.000. Las diez tasas de homicidio más elevadas corresponden a Honduras (91,6 por 100.000), El Salvador, Costa de Marfil, Venezuela, Belice, Jamaica, Islas Vírgenes de Estados Unidos, Guatemala, San Cristóbal y Nieves y Zambia..
Los siguientes recuentos absolutos de homicidios por país no son comparables porque no están ajustados por la población total de cada país. No obstante, se incluyen aquí como referencia, tomando 2010 como año base (pueden o no incluir el homicidio justificado, dependiendo de la jurisdicción). En Brasil se produjeron 52.260 asesinatos, superando consecutivamente el récord establecido en 2009. Más de medio millón de personas murieron tiroteadas en Brasil entre 1979 y 2003. Se registraron 33.335 casos de asesinato en India, aproximadamente 17.000 asesinatos en Colombia (la tasa de asesinatos era de 38 por cada 100.000 habitantes, en 2008 los asesinatos bajaron a 15.000), aproximadamente 16.000 asesinatos en Sudáfrica, aproximadamente 15.000 asesinatos en Estados Unidos, aproximadamente 26.000 asesinatos en México, aproximadamente 8.000 asesinatos cometidos en Rusia, aproximadamente 13.000 asesinatos en Venezuela, aproximadamente 4.000 asesinatos en El Salvador, aproximadamente 1.400 asesinatos en Jamaica, aproximadamente 550 asesinatos en Canadá y aproximadamente 470 asesinatos en Trinidad y Tobago. Pakistán informó de 12.580 asesinatos.